# جودلة (النادرة)

تعديل مصدري - تعديل

جودلة محلة تابعة لقرية بيت الماس السفلى، التابعة لعزلة مقنع الاعلى بمديرية النادرة إحدى مديريات محافظة إب في الجمهورية اليمنية، بلغ تعداد سكانها 20 حسب تعداد اليمن لعام 2004.